# Fundação Amazônia Sustentável
A Fundação Amazônia Sustentável (FAS) é uma instituição privada, não governamental e sem fins lucrativos brasileira, criada pelo Governo do Estado do Amazonas e pelo Banco Bradesco (também seu mantenedor) em 20 de dezembro de 2007. Entre as demais organizações que a apoiam estão Coca-Cola, Fundo Amazônia - BNDES, Marriott, Samsung e outros parceiros. A soma das contribuições de origem privada está acima de 90% do total das fontes de recursos da FAS.
As ações da fundação estão voltadas principalmente para projetos de redução de desmatamentos e a preservação da biodiversidade em àreas da Amazonas, melhorando assim a qualidade de vida das populações tradicionais. Através de parcerias, empresas e outras organizações podem compensar suas emissões de carbono investindo em ações da fundação.
Recebeu, em 2016, o Prémio Calouste Gulbenkian - Direitos Humanos (Portugal).